# فرانك ودروف
فرانك ودروف (بالإنجليزية: Frank Woodruff)‏ هو منتج أفلام ومخرج أمريكي، ولد في 11 يونيو 1906 في كولومبيا في الولايات المتحدة، وتوفي في 16 سبتمبر 1983 في لوس أنجلوس في الولايات المتحدة.

## وصلات خارجية
- فرانك ودروف على موقع IMDb (الإنجليزية)
- فرانك ودروف على موقع ألو سيني (الفرنسية)
- فرانك ودروف على موقع أول موفي (الإنجليزية)
- فرانك ودروف على موقع قاعدة بيانات الأفلام السويدية (السويدية)
- فرانك ودروف على موقع قاعدة بيانات الفيلم (الإنجليزية)
- فرانك ودروف على موقع كينوبويسك (الروسية)